# Zodarion lindbergi
Zodarion lindbergi là một loài nhện trong họ Zodariidae.
Loài này thuộc chi Zodarion. Zodarion lindbergi được Carl Friedrich Roewer miêu tả năm 1960.